# Franciskanerklostret i Malmö
Franciskanerklostret i Malmö grundades 1419 i ett hus och ett kapell vid havet vid nuvarande Norra Vallgatan, Västergatan och Lilla Bruksgatan. Marken skänktes av kung Erik av Pommern. År 1487 reformerades konventet, varvid munkarna fick några tomter av Kung Hans för att bygga ett nytt kloster 1487–1489 i stadens sydvästra del vid Slottsgatan i nuvarande Kungsparken, med klosterkyrka och byggnader delvis ut i nuvarande Slottsgatan.
Efter reformationen 1528 drevs franciskanermunkar ut från klostret och Malmö i maj 1930. Kung Fredrik I skänkte Gråbrödraklostret till Malmö stad för att bli Malmö hospital.
Franciskanerna hade kommit till Danmark och Lund 1232 och öppnat sitt första konvent där 1238.
Klostret låg i vägen för skottfältet för slottets kanoner, när befästningsverket kring Malmöhus skulle byggas ut på 1670-talet. Det tidigare medeltida klostret, som då tjänade som hospital, revs då.